# カード遊び (ジョルジュ・メリエスの映画)
『カード遊び』（カードあそび、フランス語: Une partie de cartes、英語: Playing Cards）は、ジョルジュ・メリエスが1896年に制作したフランスの映画。長さは1分ほどで、メリエスが手がけた最初の映画作品である。スター・フィルムのカタログでは、カタログ番号1となっていた。

## 背景
『カード遊び』は、ジョルジュ・メリエスの監督デビュー作であり、この映画のために彼の家族が協力していた。ガストン・メリエスは、後に映画監督兼映画プロデューサーとして数多くの映画を手がけた。本作は彼にとっても映画デビュー作であった。メリエスの最初期の映画の多くと同じく、『カード遊び (Une partie de cartes)』は、1896年2月に初演されていたリュミエール兄弟による映画『エカルテ遊び (Partie d'écarté)』を模倣したものであった。

## 現存
この作品は長い間、失われた映画と考えられていたが、1981年に再発見され、2008年にはホームビデオに収録された。